# 東京スウィカ
東京スウィカ（とうきょうスウィカ）は、日本の劇団。2001年旗揚げ。比佐廉（作・演出）、吉田羊（俳優）、石津陽子（戸来陽子）（制作）の3人を中心とし、東京を中心に主にプロデュース公演を行う。
主宰の比佐が出産を機に現在は活動休止中だが、解散とはしていない事でたびたび復活説が出るなど、ファンからは再開を待たれている。
子役やベテランを実年齢で使う小劇団では珍しい俳優のキャスティングが人気。
福祉公演の実施などボランティアとしての活動も行っている。

## 作品
- 2001年10月「サーカスの唄」（ザムザ阿佐ヶ谷）
- 2002年6月「カナリア放送局」（ザムザ阿佐ヶ谷）
- 2003年4月「花の町マーチ」（新宿シアターモリエール）
- 2004年2月「夕焼けの丘写真館」（新宿シアターモリエール）
- 2005年1月「ひねもすの煙」（新宿シアターモリエール）
- 2005年6月「サーカスの唄2005」（下北沢「劇」小劇場）
- 2006年4月「皐月の天～サツキノソラ～」（下北沢「劇」小劇場）
- 2007年6月「東風コチ　夕立　土用波」（赤坂RED THEATER）
- 2008年7月「港入口若津屋食堂」（赤坂RED THEATER）
- 2011年4月「光の庭」（赤坂RED THEATER）

## 主な出演者
- 吉田羊
- 比佐一平
- 枝元萌
- 長州小力（西口エンタテインメント）：「光の庭」
- 荒木健太朗：「皐月の天～サツキノソラ～」「東風コチ　夕立　土用波」
- 桜田聖子：「皐月の天～サツキノソラ～」
- 小林美江：「港入口若津屋食堂」
- 石井智也：「港入口若津屋食堂」
- 最所美咲：「光の庭」
- 山素由湖：「東風コチ 夕立 土用波」「港入口若津屋食堂」「光の庭」
- 石橋徹郎（文学座）：「光の庭」
- 森田成一：「サーカスの唄」「花の町マーチ」